# Blinkende lygter (digtsamling)
 Denne artikel omhandler Tove Ditlevsens digtsamling. For filmen, se Blinkende lygter.
Blinkende lygter er en digtsamling skrevet af den danske forfatter Tove Ditlevsen og udgivet i 1947 på forlaget Athenæum. Det er Ditlevsens tredje digtsamling. Digtsamlingen er et af Ditlevsens populære værker og har solgt over 10.000 eksemplarer, hvilket for en digtsamling er høje salgstal.
Digtsamlingen kredser om erindringer, depression og faser i kvindens liv, herunder kærlighed og angsten for at miste og ikke leve op til forventninger.
Som en del af digtsamlingen indgår digtet "Blinkende lygter". 
Digtsamlingen optræder i filmen Blinkende lygter fra 2000, og titeldigtet har givet navn til filmen. 